# Kalman Szapiro

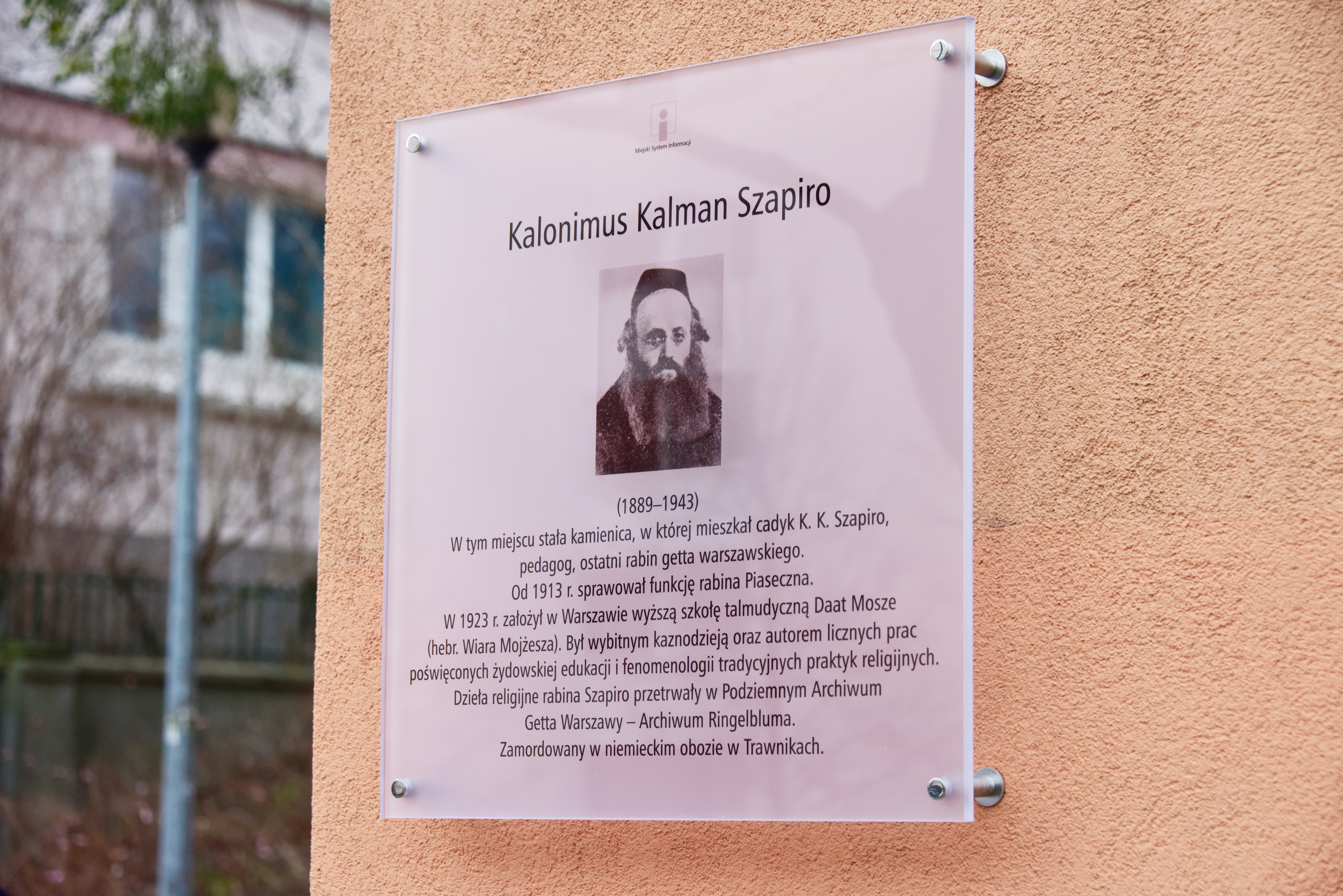
Tablica pamiątkowa przy ul. Dzielnej 5 w Warszawie

Kalonimus Kalman Szapiro (ur. 15 kwietnia 1889 w Grodzisku Mazowieckim, zm. prawdopodobnie 3 listopada 1943 w Trawnikach) – cadyk, rabin Piaseczna, ostatni rabin getta warszawskiego, pedagog, znawca i komentator Tory.

## Życiorys

### Do 1912
Szapiro pochodził ze słynnych rodów chasydzkich, wywodził się od Elimelecha z Leżajska oraz Widzącego z Lublina, natomiast poprzez małżeństwo był spowinowacony z rodem pochodzącym od Magida z Kozienic. W 1908 został uznany za człowieka sprawiedliwego, czyli cadyka, zaś rok później zdobył sobie  tytuł admor (hebr. Adonejnu Morejnu we Rabejnu – Nasz Mistrz i Nauczyciel). W 1909 zamieszkał w Piasecznie. Jego dom mieścił się przy ul. Niecałej 15 (dziś z budynku zachował się tylko kawałek ściany). Z zapisków Jerzego Duszy wynika, że dom składał się z parteru (z 4 pokojami, kuchnią oraz dużą sienią) oraz poddasza na którym znajdowały się 2 pokoje. W budynku znajdowała się starożytna amfora znaleziona na pustyni w Palestynie.

### Lata 1913–1939
Kalman Szapiro bardzo dobrze mówił po polsku co pomagało mu w kontaktach z polskimi rodakami. W 1913 roku, kiedy miał 24 lat, wybrano go na rabina Piaseczna (Piaseczener rebbe). Po I wojnie światowej Szapiro przeniósł się do Warszawy, gdzie w 1923 założył jedną z największych wyższych szkół talmudycznych dla nieżonatych studentów – chasydzką Daas Mosze. Kalman Szapiro był wybitnym kaznodzieją oraz autorem licznych prac poświęconych żydowskiej edukacji i fenomenologii tradycyjnych praktyk religijnych, interesował się także medycyną (jego wiedza była tak rozległa, że jego recepty były akceptowane w warszawskich aptekach).

### II wojna światowa
Podczas II wojny światowej Szapiro mieszkał w kamienicy przy ul. Dzielnej 5 w Warszawie. W wyniku działań zbrojnych kampanii wrześniowej Kalman stracił jedynego syna – Elimelecha Ben Ziona Szapiro. W swoim mieszkaniu zorganizował dom modlitwy oraz kuchnię dla głodujących. Pracował jako robotnik nie zaprzestając swojej działalności nauczycielskiej. W getcie warszawskim wygłaszał cotygodniowe nauki w języku hebrajskim (derasha). Nehemia Polen zauważa, że w kazaniach Szapiro nie ma wyrażeń czy zwrotów wskazujących na to, że głosił swoje nauki w czasie wojny. 
22 lipca 1942 rozpoczęła się wielka akcja wysiedleńcza mieszkańców getta do obozu zagłady w Treblince. Dwa dni przed tym wydarzeniem Kalman wygłosił swoje ostatnie kazanie.
Podczas powstania w getcie warszawskim Szapiro został deportowany do obozu w Trawnikach. Kilka organizacji żydowskich próbowało uwolnić z obozu wielu wybitnych ludzi w tym Kalmana. Szapiro na znak solidarności z innymi więźniami nie skorzystał z szansy uratowania się. Zginął prawdopodobnie 3 listopada 1943 kiedy rozstrzelano wszystkich więźniów obozu.

## Kazania
Kalman Szapiro spisał swoje nauki. Wraz z listem do jego brata i chasydów znajdujących się w Ziemi Świętej zostały one przekazane organizacji Oneg Szabat i zakopane wraz z resztą tzw. Archiwum Ringelbluma w metalowej bańce. Odnalazł je robotnik podczas prac budowlanych na terenie byłego getta. Dzięki temu można było je nie tylko wydać wraz z innymi dokumentami w 1960 roku Izraelu w dziele zatytułowanyEsz kodesz (Święty ogień), ale również przetłumaczyć na wiele języków. Polskie wydanie wybranych kazań Szapiry ukazało się w 2006 roku.

## Życie prywatne
Ojciec Elimelecha Ben Ziona Szapiro i mąż Racheli Chai Miriam Hopsztajn.

## Upamiętnienie
Tablica pamiątkowa odsłonięta w listopadzie 2023 roku na budynku przy ulicy Dzielnej 5 w Warszawie.

## Literatura dodatkowa
- Daniel Reiser, „To Rend the Entire Veil”: Prophecy in the Teachings of Rabbi Kalonymous Kalman Shapira of Piazecna and its Renewal in the Twentieth Century, Modern Judaism 34, 3 (2014), s. 334–352.
- Daniel Reiser, Vision as a Mirror: Imagery Techniques in Twentieth Century Jewish Mysticism (In Hebrew), Los Angeles: Cherub-Press 2014, s. 105–224.
- Daniel Reiser, Historicism and/or Phenomenology in The Study Of Jewish Mysticism: Imagery Techniques in the Teachings of Rabbi Kalonymus Kalman Shapira as a Case Study, Modern Judaism 36, 1 (2016), s. 1–16.
- Daniel Reiser, Esh Kodesh: A New Evaluation in Light of a Philological Examination of the Manuscript, Yad Vashem Studies 44, 1 (2016), s. 65–97.